# Hypena transcissalis
Hypena transcissalis là một loài bướm đêm trong họ Erebidae.